# Eladó az egész világ!
Az Eladó az egész világ! (eredeti cím: How to Get Ahead in Advertising) 1989-ben bemutatott brit filmvígjáték, melyet Bruce Robinson írt és rendezett. A főbb szerepekben Richard E. Grant és Rachel Ward látható.

## Szereplők
| Szerep                | Színész           | Magyar hang         |
| --------------------- | ----------------- | ------------------- |
| Denis Dimbleby Bagley | Richard E. Grant  | Lippai László       |
| Julia Bagley          | Rachel Ward       | Majsai-Nyilas Tünde |
| John Bristol          | Richard Wilson    | Barbinek Péter      |
| Penny Wheelstock      | Jacqueline Tong   | Kokas Piroska       |
| pszichiáter           | John Shrapnel     | Perlaki István      |
| Monica                | Susan Wooldridge  | Söptei Andrea       |
| Harry Wax             | Hugh Armstrong    |                     |
| Richard               | Mick Ford         | Markovics Tamás     |
| Maud                  | Jacqueline Pearce |                     |

## Kritikai visszhang
Puzsér Róbert 2015-ös kritikájában klasszikus filmszatírának nevezi, a marketing egyik legerősebb filmes kritikájának. Franz Kafka Az átváltozás című művéhez hasonló groteszk alkotás.